# Pa'l mundo
Pa'l mundo é o quinto álbum de estúdio da dupla porto-riquenha Wisin & Yandel. Lançado em 8 de novembro de 2005 através da Machete Music, se tornou o primeiro projeto comercialmente bem-sucedido da dupla. Nos Estados Unidos, alcançou a trigésima posição na Billboard 200, além da liderança da Latin Albums. Com vendas estimadas em 676 mil cópias, foi certificado como disco de ouro através da Recording Industry Association of America (RIAA), sendo um dos álbuns de música latina mais vendidos no país. O álbum vendeu 1 milhões de cópias no mundo.

## Alinhamento de faixas
Créditos retirados do encarte do disco.
| N.º | Título                              | Compositor(es)                                                                             | Produtor(es)           | Duração |  |
| 1.  | "Dale (Intro)"                      |                                                                                            | Nely                   | 3:10    |  |
| 2.  | "Manigueta"                         | Juan Luis Morera Yandel Nely                                                               | Nely                   | 2:47    |  |
| 3.  | "Llamé pa' verte (Bailando Sexy)"   | Juan Morera Yandell Nely Francisco Saldaña                                                 | Luny Tunes Nely        | 3:14    |  |
| 4.  | "Paleta" (com Daddy Yankee)         | Juan Morera Yandell Francisco Saldaña Ramón Ayala Tainy Raul Rivera                        | Luny Tunes Tainy       | 2:55    |  |
| 5.  | "Sólo una noche"                    | Juan Morera Yandell Nely                                                                   | Nely Naldo             | 3:01    |  |
| 6.  | "Mayor que yo"                      |                                                                                            | Luny Tunes Nales       | 3:47    |  |
| 7.  | "La barria" (com Hector, el Father) | Juan Morera Yandell Gitsy Everton Bonner Hector Delgado Sly Dunbar John Christopher Taylor | Luny Tunes Tainy       | 2:55    |  |
| 8.  | "Calle callejero"                   | Juan Morera Yandell Tainy                                                                  | Nely Tainy Naldo       | 2:56    |  |
| 9.  | "Sin él"                            | Juan Morera Yandell Tainy                                                                  | Nely                   | 2:52    |  |
| 10. | "Rakata"                            |                                                                                            | Luny Tunes Nely        | 2:52    |  |
| 11. | "Sensación" (com Tony Dize)         | Juan Morera Yandel Tainy Nely Tony Feliciano                                               | Luny Tunes Tainy Naldo | 2:34    |  |
| 12. | "Tabla"                             | Juan Morera Yandel Tainy                                                                   | Tainy                  | 2:54    |  |
| 13. | "Noche de sexo" (com Romeo Santos)  | Juan Morera Yandel Nely Anthony Santos                                                     | Nely Nesty Naldo       | 3:25    |  |
| 14. | "Mirala bien"                       |                                                                                            | Luny Tunes Thilo       | 2:36    |  |
| 15. | "La compañía"                       | Juan Morera Yandel Nely                                                                    | Nely                   | 3:23    |  |
| 16. | "Lento"                             | Juan Morera Yandel Victor Cabrera                                                          | Luny Tunes             | 2:56    |  |
| 17. | "Títere"                            | Juan Morera Yandel Nely                                                                    | Luny Tunes Nesty       | 2:38    |  |
| 18. | "Yo quiero"                         | Juan Morera Yandel Victor Cabrera Francisco Saldaña                                        | Luny Tunes             | 2:44    |  |
| 19. | "Fuera de Base"                     | Juan Morera Yandel Nely                                                                    | Nely                   | 3:06    |  |

## Desempenho comercial
| Tabela musical (2005)          | Melhor posição |
| ------------------------------ | -------------- |
| Estados Unidos (Billboard 200) | 30             |
| Estados Unidos (Latin Albums)  | 1              |
| Estados Unidos (Rap Albums)    | 15             |

| País           | Provedor | Certificação |
| -------------- | -------- | ------------ |
| Estados Unidos | RIAA     | Ouro         |